# Danh sách khu dự trữ sinh quyển tại các nước Ả rập
Theo Chương trình con người và khu dự trữ sinh quyển của UNESCO, hiện nay có 26 khu dự trữ sinh quyển được công nhận như là một phần của mạng lưới khu dự trữ sinh quyển thế giới tại các nước Ả rập được phân bố tại 13 quốc gia trong khu vực.

## Danh sách
Dưới đây là danh sách các khu dự trữ sinh quyển ở các nước Ả rập, bao gồm cả các khu dự trữ sinh quyển xuyên lục địa thuộc Địa Trung Hải cùng một khu dự trữ sinh quyển thuộc cả hai quốc gia là Maroc và Tây Ban Nha.

### Algeria
- Tassili n'Ajjer (1986)
- El Kala (1990)
- Djurdjura (1997)
- Vườn quốc gia Chréa (2002)
- Vườn quốc gia Taza (2004)
- Vườn quốc gia Gouraya (2004)

### Ai Cập
- Omayed (1981)
- Wadi Allaqi (1993)

### Jordan
- Khu bảo tồn thiên nhiên Dana (1998)

### Liban
- Khu bảo tồn thiên nhiên Al Shouf Cedar (2005)
- Jabal Al Rihane (2007)
- Jabal Moussa (2009)

### Maroc
- Vườn quốc gia Souss-Massa (1998)
- Các ốc đảo ở Maroc (Oasis du sud Marocain) (2000)
- Khu dự trữ sinh quyển xuyên lục địa ở Địa Trung Hải (chung giữa Maroc và Tây Ban Nha) (2006)

### Qatar
- Al-Reem (2007)

### Sudan
- Vườn quốc gia Dinder (1979)
- Radom (1979)

### Syria
- Lajat (2009)

### Tunisia
- Djebel Bou-Hedma (1977)
- Djebel Chambi (1977)
- Vườn quốc gia Ichkeul (1977)
- Iles Zembra et Zembretta (1977)

### UAE
- Marawah (2007)

### Yemen
- Quần đảo Socotra (2003)